# Ligne 3 du tram de Košice
Pour les articles homonymes, voir Ligne 3.
La ligne 3 du réseau de tram Košice relie l'arrêt Važecká (Jusqu'au 2 août 2008:OC Važec) à la Gare Via VSS, križovatka - Ryba - Nám. osloboditeľov (sud de Hlavná).

## Horaire
- Horaire Ligne 3

## Tableau des correspondances
| Temps |   | Zone tarifaire | Stations                                    | Quartier desservi    | Correspondances tram | Autres correspondances                                                                         |
| ----- | - | -------------- | ------------------------------------------- | -------------------- | -------------------- | ---------------------------------------------------------------------------------------------- |
| 0     | o | T1             | Staničné námestie Place de la gare          | Staré Mesto (Košice) | 2356R1               | Bus 16,17,19,21,23,24,27,28,29,33 Service de Nuit N1,N2,N3                                     |
| 2     | x | T1             | Senný trh Marché au foin                    | Staré Mesto (Košice) | 2356R1               | Bus 20,24,28 Bus Expres 52,52L                                                                 |
| 3     | o | T1             | Nám. osloboditeľov Place des libérateurs    | Staré Mesto (Košice) | 234567R1R5           | Trolleybus 71,72 Bus 10,11,15,16,20,21,23,24,25,28,29,31,33 52,56 Service de Nuit N1,N2,N3,N71 |
| 4     | o | T1             | Astória                                     | Juh (Košice)         | 347R5                |                                                                                                |
| 5     | o | T1             | Stará nemocnica Ancien hopital              | Juh (Košice)         | 347R5                |                                                                                                |
| 7     | o | T1             | Ryba Poisson                                | Juh (Košice)         | 347R5                | Bus 24,28 Bus Expres 52,52L Service de Nuit N2                                                 |
| 8     | x | T1             | Holubyho                                    | Juh (Košice)         | 347                  |                                                                                                |
| 9     | o | T1             | Verejný cintorín Cimetiere public           | Juh (Košice)         | 347                  | Bus 12 Bus Expres 54 Service de Nuit N2                                                        |
| 10    | x | T1             | Južná trieda č. 125 Boulevard du sud No 125 | Juh (Košice)         | 347                  | Bus 12 Bus Expres 54 Service de Nuit N2                                                        |
| 12    | o | T1             | VSS, križovatka Carrefour VSS               | Juh (Košice)         | 3479R2R8             | Bus 12,24,28 Bus Expres 52,52L,54 Service de Nuit N2                                           |
| 14    | o | T1             | Levočská                                    | Nad Jazerom (Košice) | 379R2                | Bus 13,19,28 Bus Expres 52,52L,54 Service de Nuit N2                                           |
| 15    | o | T1             | Dneperská                                   | Nad Jazerom (Košice) | 379R2                | Bus 13,19,28 Bus Expres 52,52L,54 Service de Nuit N2                                           |
| 16    | o | T1             | Ladožská                                    | Nad Jazerom (Košice) | 379R2                | Bus 13,28 Service de Nuit N2                                                                   |
| 17    | o | T1             | Rovníková                                   | Nad Jazerom (Košice) | 379R2                | Bus 13,28 Service de Nuit N2                                                                   |
| 19    | o | T1             | Važecká                                     | Nad Jazerom (Košice) | 379R2                | Bus 13,28 Bus Expres 52,52L Service de Nuit N2                                                 |

o Arrêt obligatoire.
x Arrêt sur demande.